# Antodice tricolor
Antodice tricolor là một loài bọ cánh cứng trong họ Cerambycidae.